# Igreja de Cristo, o Bom Pastor
Igreja de Cristo, o Bom Pastor, ou também Igreja Cristo Bom Pastor (em inglês: Christ the Good Shepherd Church) é uma igreja cristã fundada por Mari Emmanuel, que se alinha com o cristianismo oriental da tradição da Igreja Assíria do Oriente.
Em janeiro de 2015, Mari Emmanuel estabeleceu uma igreja independente na tradição siríaca oriental, em Wakeley, Austrália, atualmente conhecida como Igreja Cristo Bom Pastor. O Santo Sínodo da Antiga Igreja do Oriente discutiu o seu caso numa reunião em 2015, e em 2016 ele foi novamente recebido em comunhão pelo metropolita Toma Gewargis, que também fez uma visita à igreja no final daquele ano. Em 2023, ele não estava listado como clérigo na Arquidiocese da Austrália, Nova Zelândia e Líbano da Antiga Igreja do Oriente.

## História
Mari Emmanuel, nascido em 1970 no Iraque, foi consagrado bispo da Diocese de Nova Zelândia e Austrália em 2013. Ele fundou a Igreja Cristo Bom Pastor para servir à comunidade assíria e outros cristãos na diáspora, oferecendo um lugar para culto e comunhão. A igreja foi estabelecida com o intuito de preservar e promover a fé cristã assíria, bem como fornecer apoio espiritual e material aos fiéis.

#### Igreja Assíria do Oriente
A Igreja Assíria do Oriente tem uma longa história, datando do século I d.C., quando São Tomé, um dos apóstolos de Jesus Cristo, teria levado o cristianismo para a Mesopotâmia. Esta igreja se desenvolveu em áreas que hoje correspondem ao Iraque, Irã, Síria e Turquia, e foi uma das primeiras a adotar o cristianismo como religião oficial. Ao longo dos séculos, a Igreja Assíria do Oriente enfrentou diversas perseguições e desafios, mas manteve sua identidade e tradições.